# Mallory Comerford
Mallory Burckle (nacida Mallory Comerford; Kalamazoo, 6 de septiembre de 1997) es una deportista estadounidense que compite en natación, especialista en el estilo libre.
Ganó cinco medallas en el Campeonato Mundial de Natación, en los años 2017 y 2019, once medallas en el Campeonato Mundial de Natación en Piscina Corta, en los años 2016 y 2018, y una medalla de plata en el Campeonato Pan-Pacífico de Natación de 2018.

## Palmarés internacional
| Campeonato Mundial                  | Campeonato Mundial      | Campeonato Mundial | Campeonato Mundial    |
| Año                                 | Lugar                   | Medalla            | Prueba                |
| ----------------------------------- | ----------------------- | ------------------ | --------------------- |
| 2017                                | Budapest (Hungría)      | Medalla de oro     | 4 × 100 m libre       |
| 2017                                | Budapest (Hungría)      | Medalla de oro     | 4 × 200 m libre       |
| 2017                                | Budapest (Hungría)      | Medalla de oro     | 4 × 100 m libre mixto |
| 2019                                | Gwangju (Corea del Sur) | Medalla de oro     | 4 × 100 m libre mixto |
| 2019                                | Gwangju (Corea del Sur) | Medalla de plata   | 4 × 100 m libre       |
| Campeonato Mundial en Piscina Corta |                         |                    |                       |
| Año                                 | Lugar                   | Medalla            | Prueba                |
| 2016                                | Windsor (Canadá)        | Medalla de oro     | 4 × 100 m libre       |
| 2016                                | Windsor (Canadá)        | Medalla de oro     | 4 × 100 m estilos     |
| 2016                                | Windsor (Canadá)        | Medalla de plata   | 4 × 200 m libre       |
| 2018                                | Hangzhou (China)        | Medalla de oro     | 4 × 50 m libre        |
| 2018                                | Hangzhou (China)        | Medalla de oro     | 4 × 100 m libre       |
| 2018                                | Hangzhou (China)        | Medalla de oro     | 4 × 50 m estilos      |
| 2018                                | Hangzhou (China)        | Medalla de oro     | 4 × 100 m estilos     |
| 2018                                | Hangzhou (China)        | Medalla de oro     | 4 × 50 m libre mixto  |
| 2018                                | Hangzhou (China)        | Medalla de plata   | 200 m libre           |
| 2018                                | Hangzhou (China)        | Medalla de plata   | 4 × 200 m libre       |
| 2018                                | Hangzhou (China)        | Medalla de bronce  | 100 m libre           |
| Campeonato Pan-Pacífico             |                         |                    |                       |
| Año                                 | Lugar                   | Medalla            | Prueba                |
| 2018                                | Tokio (Japón)           | Medalla de plata   | 4 × 100 m libre       |